# Drzonowo Białogardzkie
Drzonowo Białogardzkie [dʐɔˈnɔvɔ bjawɔˈɡart͡skʲɛ] (trước đây là Drenow của Đức) là một ngôi làng thuộc khu hành chính của Gmina Tychowo, thuộc quận Białogard, West Pomeranian Voivodeship, ở phía tây bắc Ba Lan. Nó nằm khoảng 6 kilômét (4 mi)   phía đông nam Tychowo, 25 km (16 mi) về phía đông nam của Białogard và 127 km (79 mi) về phía đông bắc của thủ đô khu vực Szczecin.
Trước năm 1945, khu vực này là một phần của Đức. Đối với lịch sử của khu vực, xem Lịch sử của Pomerania.